# Belaïa Rous'
Belaïa Rous' (en russe et biélorusse : Белая Русь, aussi transcrit Belaya Rus, littéralement Russie blanche) est un parti politique biélorusse fondé en tant qu'association le 17 novembre 2007 pour soutenir l'action du président Alexandre Loukachenko, avant d'être enregistré en tant que parti politique le 18 mars 2023. Il est basé sur l'idée du Front populaire panrusse de Vladimir Poutine en Russie.

## Organisation

Premier logo.

Ses dirigeants ont plusieurs fois appelé à ce que l'association devienne un parti politique bien qu'elle n'ait pas vraiment une idéologie politique en dehors du soutien à Loukachenko[réf. nécessaire].
L'association est dirigée par Guennadi Davydko (en), ex-dirigeant de la Compagnie de télévision et de radio biélorusse, depuis le 19 janvier 2018.

## Représentation
Après les élections législatives de 2019, 68 députés déclarent être membres de l'association. Comme l'ensemble des députés soutenant Loukachenko, ils siègent alors en tant qu'indépendants.
Le parti obtient 51 sièges lors des élections législatives de 2024.